# Oncidium brunleesianum
Oncidium brunleesianum là một loài phong lan bản địa của Brasil (Rio de Janeiro).

## Hình ảnh

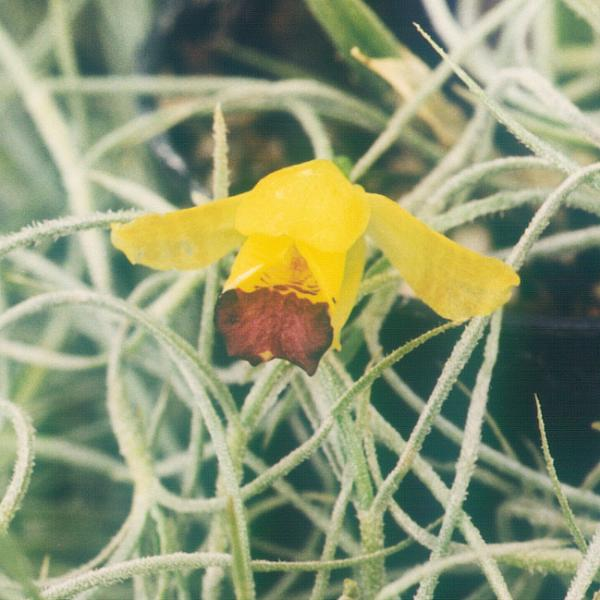